# コスタメサ (カリフォルニア州)
コスタメサ（英: Costa Mesa）は、アメリカ合衆国カリフォルニア州オレンジ郡の都市である。人口は11万1918人（2020年）。1953年に自治体化された時は人口1万6840人の半農社会だったが、小売業、商業および軽工業を経済基盤とする郊外都市に成長してきた。ロサンゼルス大都市圏の周縁部に位置している。

## 歴史
コスタメサとなった地域にはトングバ族やルイセーニョ族インディアンが長く住んでいた。1769年のガスパル・デ・ポルトラによる遠征の後、フニペロ・セラが率いたスペインの遠征隊がこの地域をバレホ・デ・サンタアナ（セントアンの渓谷）と名付けた。1776年11月1日、サンフアン・カピストラーノ伝道所ができてヌエバ・エスパーニャのバハ・カリフォルニアでは初のヨーロッパ人による恒久的開拓地となった。
1801年、スペイン帝国からホセ・アントニオ・ヨルバに62,500エーカー (250 km²) の土地が特許され、ランチョ・サンアントニオと名付けられた。ヨルバの広大なランチョには、今日のオリーブ、オレンジ、ビラパーク、サンタアナ、タスティン、コスタメサおよびニューポートビーチの町となる土地が含まれていた。
米墨戦争の後でカリフォルニアはアメリカ合衆国の領土となり、この地域にもアメリカ人開拓者が到着し、1880年代には今日のハーバー・ブールバードとアダムズ・アベニュー交差点近くにフェアビューの町ができた。しかし、1889年の洪水でこの地域社会の用に供していた鉄道が流され、町は衰退した。
一方、その南側のサンタアナ・アンド・ニューポート鉄道の側線に土地の牧場主の名前を採ったハーパーという地域社会ができた。この町はその農産物で繁栄した。1920年5月11日、ハーパーはコスタメサと改名した。これはスペイン語で「海岸のテーブル（土地）」を意味している。この名前は海岸の側に高原があるという地形を表している。
コスタメサは第二次世界大戦後に人口が増加した。市内にサンタアナ陸軍飛行場ができて数多い兵士がそこで訓練し、戦後は家族を連れて戻ってきたからだった。1953年に自治体化されてから30年間に、市の人口は5倍近くになった。

## 経済と文化

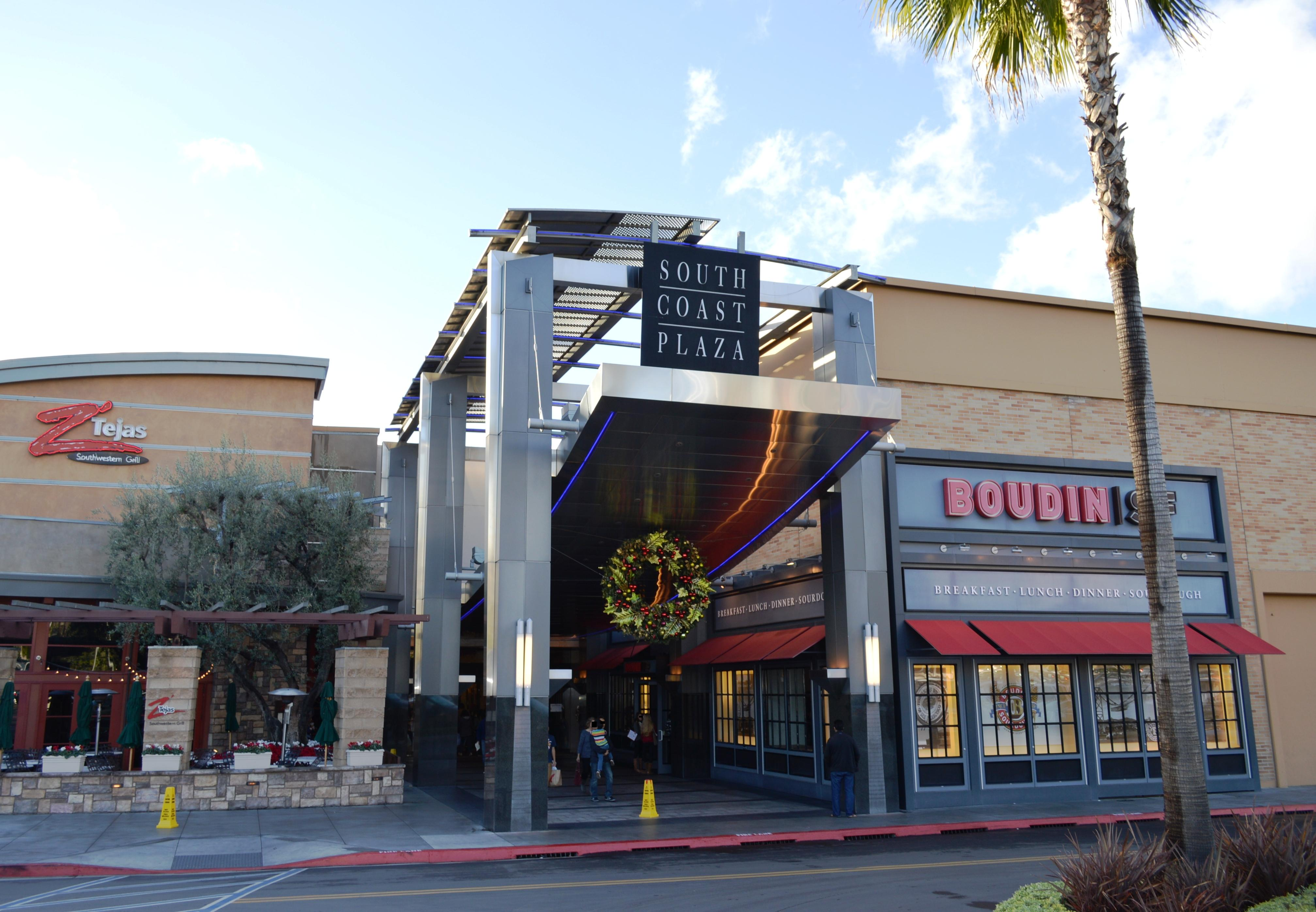
サウスコースト・プラザ

コスタメサの地域経済は小売業とサービス業に大きく依存している。商業活動の単一で最大の中心は、その建築や規模で注目されるショッピングセンターであるサウスコースト・プラザである。322店舗が入るこのプラザによって生み出される売上高は国内の地域ショッピングセンターの中でも最大規模のものになっている。年間総売上高は10億ドルを超える。市の南西部の工業地域には製造業もあり、電子製品、薬品およびプラスティックの会社が多い。
サウスコースト・プラザを取り囲む商業地区はコスタメサの北部とサンタアナの南部に掛かっており、サウスコースト・メトロと呼ばれることもある。

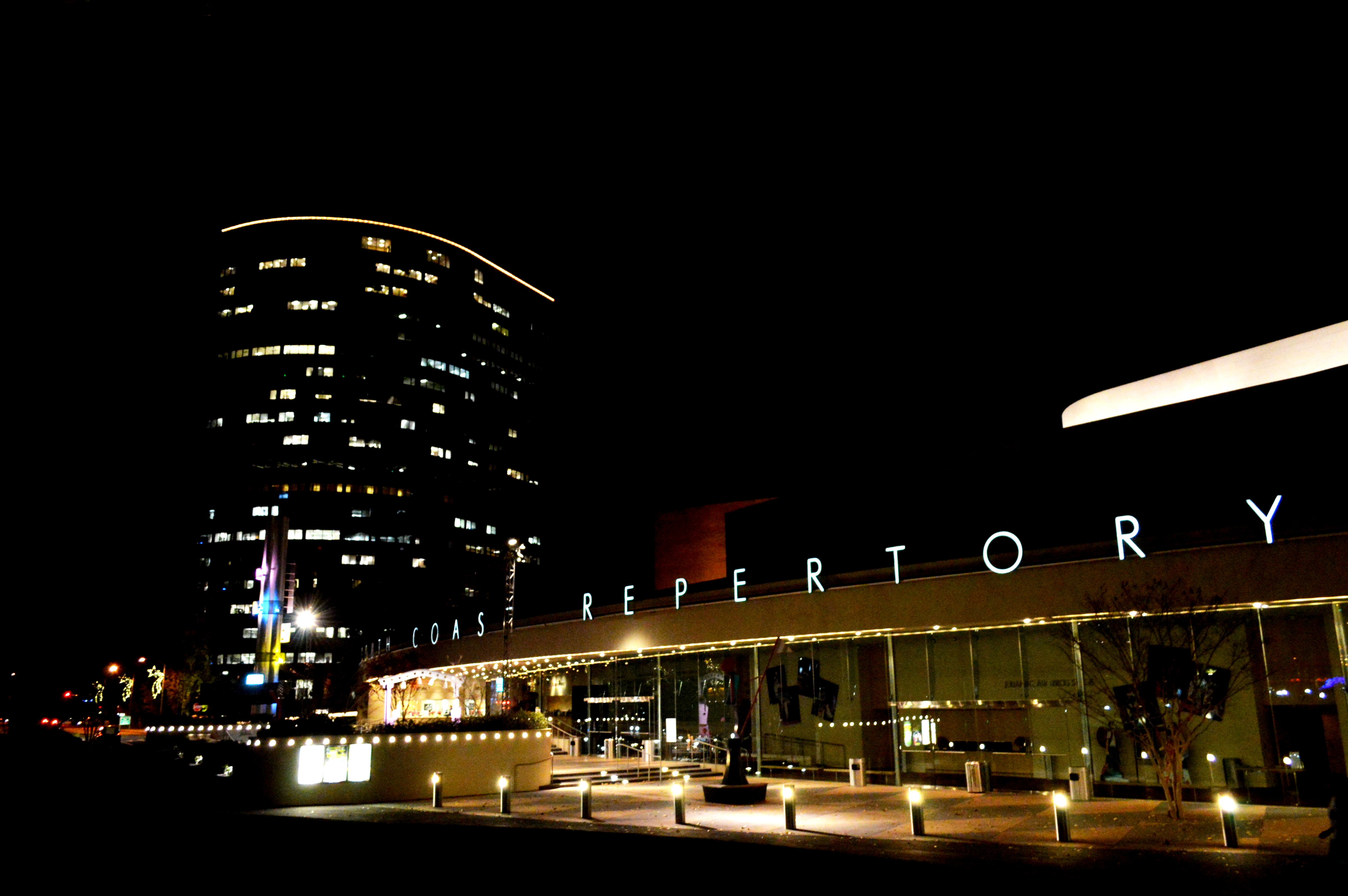
サウスコースト・レパートリー

市内にはオレンジ郡芸能センターとサウスコースト・レパートリー劇場がある。地元新聞「デイリーパイロット」は「ロサンゼルス・タイムズが所有、運営、印刷を行っている。
州間高速道路405号線、カリフォルニア州道55号線および同73号線で作られる三角形の中の商業地区は「ソービーカ」と呼ばれることがあり、これは「サウス・オン・ブリストル、娯楽、文化および芸術」を意味する言葉の頭文字を採ったものである。

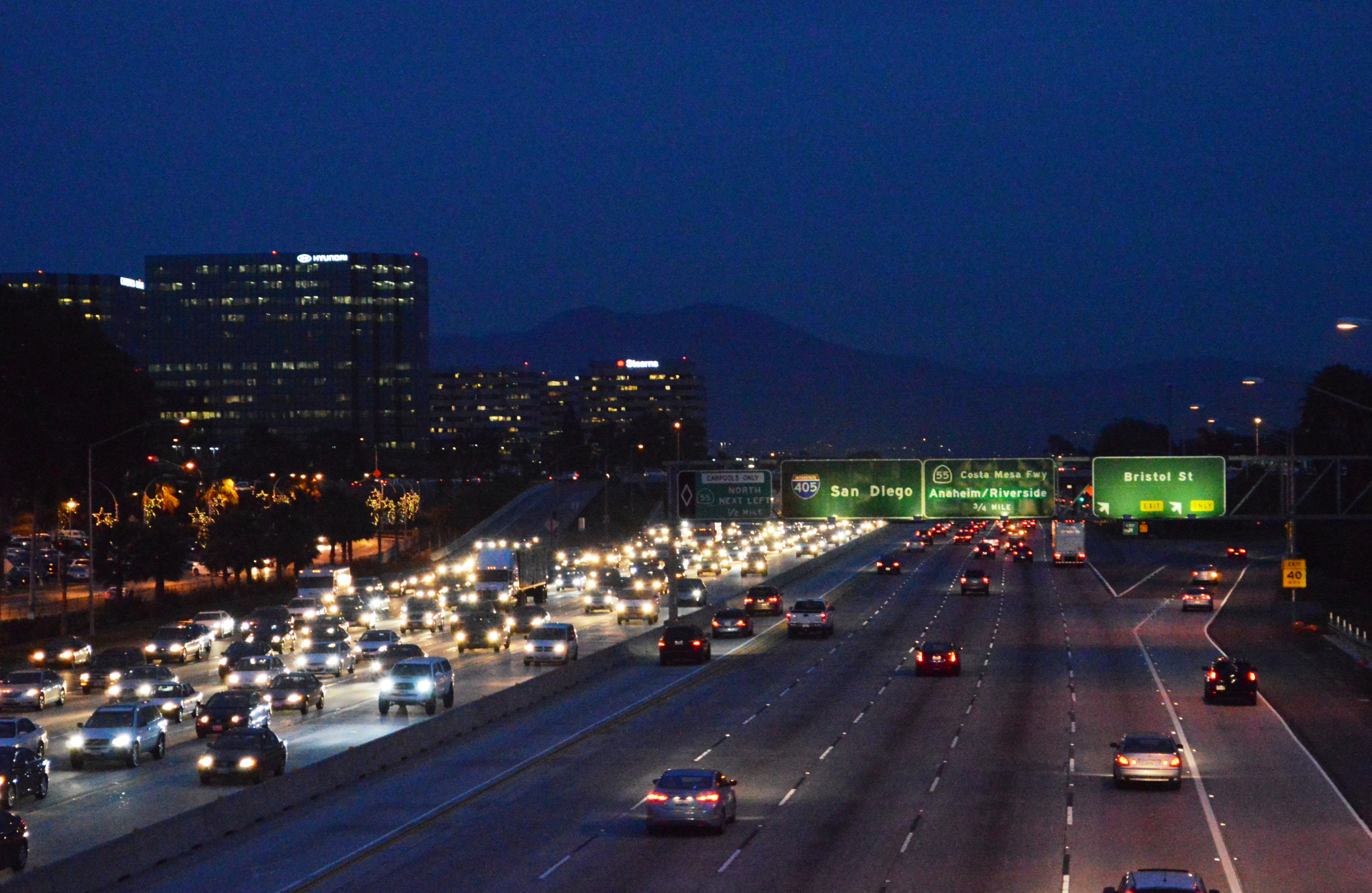
州間高速道路405号線のサウスコースト・プラザ付近（後方の山はサドルバック）

コスタメサには26の公園、1つの市営ゴルフコース、26の公立学校および2つの図書館がある。またオレンジ郡フェアグラウンドがあり、カリフォルニア州でも最大級の祭であるオレンジ郡祭が毎年7月に開催されている。この祭には毎年100万人以上の見物客が集まる。フェアグラウンドに隣接してパシフィック円形劇場があり、マドンナ、ビル・コスビー、ジェシカ・シンプソン、ステッペンウルフ、ケリー・クラークソンなど多くの公演を行ってきた。

### 主要雇用主
コスタメサの包括的年間財務報告書2008年版によれば、市内の大きな雇用主トップ10は以下の通りである。
| 順位 | 雇用主                                             | 従業員数 |
| ---- | -------------------------------------------------- | -------- |
| 1    | マクドナルド                                       | 3,700    |
| 2    | コースト・コミュニティ・カレッジ地区基金           | 3,044    |
| 3    | オレンジ・コースト・カレッジ                       | 2,500    |
| 4    | コースト・コミュニティ・カレッジ地区               | 2,500    |
| 5    | ホワイトキャップ・コンストラクション・サプライ     | 2,200    |
| 6    | カリフォルニア州開発サービス部フェアビューセンター | 1,500    |
| 7    | 南カリフォルニア自動車クラブ                       | 1,200    |
| 8    | ファーストティーム不動産                           | 1,025    |
| 9    | ロサンゼルス・タイムズ                             | 1,000    |
| 10   | エル・ポヨ・ロコ（en:El Pollo Loco）               | 1,000    |

## 政治

### 市政府
コスタメサは一般法の市政委員会・シティマネジャー方式を採用する都市である。立法府は全市を選挙区にする5人の委員からなる市政委員会に委ねられ、その議長と市政府の長である市長を互選する。日々の運営は専門のシティマネジャーと約600人の職員によって行われている。
広さ9.5エーカー (38,000 m²) のコスタメサ市民センターはフェア・ドライブ77にある。市役所は5階建てであり、ここで市の主要管理機能が果たされている。また市民センターには市政委員会議場、警察設備、通信用建物、および第5消防署が入っている。

### 緊急サービス
消防はコスタメサ消防部が管轄している。法執行はコスタメサ警察部が担当している。救急医療はコスタメサ消防部とケア・アンビュランス・サービスが担当している。

### 州と連邦議会
カリフォルニア州議会では、上院の第35および下院の第68選挙区に属している。連邦議会下院ではカリフォルニア州第46選挙区に属し、クック投票動向指数では共和党+6となっている。2010年時点で連邦議会下院議員のダナ・ローラバッカーなどすべて共和党議員が務めている。

## 交通
市内はオレンジ郡交通局が運行するバス便が幾つかあるが、交通の大半は自動車によっている。カリフォルニア州道73号線と同55号線（コスタメサ・フリーウェイ）の2つの自動車専用道路が市内を始点としている。州間高速道路405号線（サンディエゴ・フリーウェイ）も市内を通っている。

## 地理
コスタメサは北緯33度39分54秒 西経117度54分44秒 / 北緯33.66500度 西経117.91222度に位置する。ロサンゼルス市からは南東に37マイル (60 km)、サンディエゴ市からは北に88マイル (142 km)、サンフランシスコ市からは南に425マイル (684 km) にある。太平洋からはわずか1マイル (1.6 km) にその南端市境がある。アメリカ合衆国国勢調査局に拠れば、市域全面積は15.7平方マイル (40.6 km2)であり、このうち陸地は15.6平方マイル (40.5 km2)、水域は0.1平方マイル (0.2 km2)で水域率は0.38％である。

### 気候
コスタメサは地中海性気候（ケッペンの気候区分"Csb"）にある。
| コスタメサの気候                  | コスタメサの気候 | コスタメサの気候 | コスタメサの気候 | コスタメサの気候 | コスタメサの気候 | コスタメサの気候 | コスタメサの気候 | コスタメサの気候 | コスタメサの気候 | コスタメサの気候 | コスタメサの気候 | コスタメサの気候 | コスタメサの気候 |
| 月                                | 1月              | 2月              | 3月              | 4月              | 5月              | 6月              | 7月              | 8月              | 9月              | 10月             | 11月             | 12月             | 年               |
| --------------------------------- | ---------------- | ---------------- | ---------------- | ---------------- | ---------------- | ---------------- | ---------------- | ---------------- | ---------------- | ---------------- | ---------------- | ---------------- | ---------------- |
| 平均最高気温 °C （°F）            | 18 (64)          | 18 (64)          | 18 (64)          | 19 (66)          | 19 (66)          | 20 (68)          | 22 (71)          | 23 (73)          | 23 (73)          | 22 (71)          | 20 (68)          | 18 (64)          | 20 (68)          |
| 平均最低気温 °C （°F）            | 9 (49)           | 10 (50)          | 11 (51)          | 12 (54)          | 14 (57)          | 16 (60)          | 17 (63)          | 18 (64)          | 17 (63)          | 15 (59)          | 11 (52)          | 9 (48)           | 13 (56)          |
| 降水量 mm （inch）                | 66 (2.60)        | 64.5 (2.54)      | 57.2 (2.25)      | 17.8 (.70)       | 4.6 (.18)        | 2 (.08)          | 0.5 (.02)        | 2.3 (.09)        | 7.6 (.30)        | 7.1 (.28)        | 25.9 (1.02)      | 40.4 (1.59)      | 295.9 (11.65)    |
| 出典：Weather Channel August 2010 |                  |                  |                  |                  |                  |                  |                  |                  |                  |                  |                  |                  |                  |

## 人口動態
以下は2000年の人口統計データである。
| 基礎データ - 人口: 108,724人（2008年推計） - 世帯数: 39,206世帯（2008年推計） - 家族数: 22,778家族 - 人口密度: 2,685.8人/km2（6,956.3人/mi2） - 住居数: 40,406軒 - 住居密度: 998.1軒/km2（2,585.2軒/mi2） 人種別人口構成 - 白人: 69.48% - アフリカン・アメリカン: 1.40% - ネイティブ・アメリカン: 0.78% - アジア人: 6.90% - 太平洋諸島系: 0.60% - その他の人種: 16.57% - 混血: 4.27% - ヒスパニック・ラテン系: 31.75% 年齢別人口構成 - 18歳未満: 23.2% - 18-24歳: 11.2% - 25-44歳: 39.0% - 45-64歳: 18.1% - 65歳以上: 8.4% - 年齢の中央値: 32歳 - 性比（女性100人あたり男性の人口） - 総人口: 105.0 - 18歳以上: 103.9 | 世帯と家族（対世帯数） - 18歳未満の子供がいる: 29.2% - 結婚・同居している夫婦: 42.8% - 未婚・離婚・死別女性が世帯主: 10.3% - 非家族世帯: 41.9% - 単身世帯: 28.1% - 65歳以上の老人1人暮らし: 6.3% - 平均構成人数 - 世帯: 2.69人 - 家族: 3.34人 収入と家計 - 収入の中央値 - 世帯: 50,732米ドル - 家族: 55,456 米ドル - 性別 - 男性: 38,670米ドル - 女性: 32,365米ドル - 人口1人あたり収入: 23,342米ドル - 貧困線以下 - 対人口: 12.6% - 対家族数: 8.2% - 18歳未満: 16.0% - 65歳以上: 6.2% |

## 教育
市内にある高等教育機関としては、オレンジ・コースト・カレッジ、バンガード大学（アッセンブリーズ・オブ・ゴッド系列）、ウィッティア法科学校（ウィッティア・カレッジのサテライト）およびナショナル大学（ラ・ホーヤに本部を置く私立大学）がある。
市内にはコスタメサ高校とエスタンシア高校の2校がある。公立中学は2校あり、テウィンクル中学はコスタメサの初代市長に因んで名付けられ、コスタメサ中学はコスタメサ高校と同じキャンパスにある。オルタナティブ高校も2校あり、バックベイ高校とモンテビスタ高校は同じキャンパスを共有している。この他コーストライン・アーリーカレッジ高校は独自の施設を持っている。オリンピックの走り高跳びの選手シャロン・デイは2002年にコスタメサ高校を卒業した。

## 著名な出身者と住人
- マイク・バロウマン、オリンピックの水泳選手
- ジェイク・ギブ、オリンピックのビーチバレー選手[8]
- ミッチェル・ハーウィッツ、テレビの脚本家、プロデューサー
- ビル・マッデン、シンガーソングライター、音楽家
- ミスティ・メイトレーナー、オリンピックのビーチバレー選手、金メダル2回
- マイク・ネス、歌手、パンクバンド「ソーシャル・ディストーション」のギター奏者
- ジェイソン・ソーンベリー、著作家
- カイラ・ロス、体操選手、ジュニア・ナショナルチームのメンバー

## 姉妹都市
- オーストラリア、ウィンダム